# Bordères-sur-l’Échez
Bordères-sur-l’Échez település Franciaországban, Hautes-Pyrénées megyében. Lakosainak száma 5394 fő (2022. január 1.). Bordères-sur-l’Échez Oursbelille, Bazet, Bours, Ibos, Pintac és Tarbes községekkel határos.

## Népesség
A település népességének változása:
| Lakosok száma | 4733 | 5015 | 5305 | 5227 | 5340 | 5357 | 5421 | 5407 | 5394 |
|               | 2013 | 2015 | 2016 | 2017 | 2018 | 2019 | 2020 | 2021 | 2022 |